# THE KING OF FIGHTERS XIV
『 THE KING OF FIGHTERS XIV 』は、SNKプレイモアによる対戦型格闘ゲームであり、同社の対戦型格闘ゲームシリーズ『ザ・キング・オブ・ファイターズ』シリーズのナンバリングタイトル第14弾である。

## リリース
本作は2016年8月25日にPlayStation 4用ソフトとして全世界同時に発売された。
このうち、中国での販売はSNKとSIE上海，そしてGAMEPOCHの三社の協力体制によって実現した。
SIE上海代表の添田武人は、メディア合同インタビューの中で、中国のコンピュータゲームは検閲があるため、ほかの国よりも発売が半年遅れになりがちだが、SNKが早めに申請を行ったこと、そしてGAMEPOCHが中国政府に本作の重要性を説いたことで検閲が早く済んだと振り返っている。
それから1年近く後の2017年6月16日にSteamでMicrosoft Windows 7 64-bit向け『THE KING OF FIGHTERS XIV STEAM EDITION』が配信された。
その後、2017年6月29日には家庭用からの逆輸入という形で、NESiCAxLive2に対応したアーケード版『THE KING OF FIGHTERS XIV Arcade Ver.』が稼働開始した。
また、2021年1月7日に全てのDLCキャラクター＆コスチュームを収録した、PS4版『THE KING OF FIGHTERS XIV ULTIMATE EDITION』のダウンロード版を配信し、後にパッケージ版を2021年3月11日発売した。

## 内容
KOF新編と銘打たれた本作は、新キャラクターの「シュンエイ」を中心として新たな物語が展開される。
シリーズ名はこれまでのシリーズと同じく、数作品を通して徐々に物語の全容が判明する構成となっているため、まだ新章の1作目である本作では正式なシリーズ名は明言しないとのこと。時系列はアッシュ編のその後であり、プレイキャラクターではないものの前シリーズヒロインのエリザベートが大会の裏で暗躍していたり、シュンエイが本作の最終ボス・バースと何らかの繋がりがあることなどが示唆されている。また、過去シリーズのオロチ編やネスツ編などの要素も盛り込まれている。
『THE KING OF FIGHTERS XIV ULTIMATE EDITION』においては、家庭用でのDLC要素は最初から搭載され、DLCキャラクター4人とボスキャラクターのアントノフとバースが最初から使用可能になっている。なお、『KOF』シリーズのアーケード版でプレイヤーが最終ボスを使用できるのは、本編では『KOF'95』のオメガ・ルガール以来、外伝も含めると『NEOWAVE』の若ギース以来となった。
KOFシリーズ伝統の3on3チームバトルのほかに、オンライン上での3人1組のチームによるバトルが楽しめる「パーティバトル」が加えられている。また、弱パンチ（アーケード版：LP、PS4：デフォルトで◻︎）ボタンを連打することで連続技が発動する新システム「ラッシュ」を導入。
登場するキャラクターは50人+DLC8人で、既存キャラクターも新たな衣装で登場する。

## 登場キャラクター
| チーム名                                                              | メンバー                                                                                          | メンバー                                                                                          | メンバー                                                                                          |
| --------------------------------------------------------------------- | ------------------------------------------------------------------------------------------------- | ------------------------------------------------------------------------------------------------- | ------------------------------------------------------------------------------------------------- |
| オフィシャル招待チーム                                                | シルヴィ・ポーラ・ポーラ                                                                          | ミアン                                                                                            | ククリ                                                                                            |
| 日本チーム                                                            | 草薙京                                                                                            | 二階堂紅丸                                                                                        | 大門五郎                                                                                          |
| 餓狼チーム                                                            | テリー・ボガード                                                                                  | アンディ・ボガード                                                                                | ジョー・ヒガシ                                                                                    |
| 中国チーム                                                            | シュンエイ                                                                                        | 明天君                                                                                            | タン・フー・ルー                                                                                  |
| K'チーム                                                              | K'                                                                                                | クーラ・ダイアモンド                                                                              | マキシマ                                                                                          |
| 南米チーム                                                            | ネルソン                                                                                          | サリナ                                                                                            | バンデラス・ハットリ                                                                              |
| 八神チーム                                                            | 八神庵                                                                                            | マチュア                                                                                          | バイス                                                                                            |
| メキシコチーム                                                        | ラモン                                                                                            | アンヘル                                                                                          | キング・オブ・ダイナソー                                                                          |
| キムチーム                                                            | キム                                                                                              | ガンイル                                                                                          | ルオン                                                                                            |
| 悪人チーム                                                            | ザナドゥ                                                                                          | チャン・コーハン                                                                                  | チョイ・ボンゲ                                                                                    |
| サウスタウンチーム                                                    | ギース・ハワード                                                                                  | ビリー・カーン                                                                                    | ハイン                                                                                            |
| 怒チーム                                                              | レオナ                                                                                            | ラルフ                                                                                            | クラーク                                                                                          |
| サイコソルジャーチーム                                                | アテナ                                                                                            | ケンスウ                                                                                          | 鎮元斎                                                                                            |
| 龍虎チーム                                                            | リョウ・サカザキ                                                                                  | ロバート・ガルシア                                                                                | ユリ・サカザキ                                                                                    |
| 女性格闘家チーム                                                      | キング                                                                                            | 不知火舞                                                                                          | アリス                                                                                            |
| 異世界チーム                                                          | ナコルル                                                                                          | ムイムイ                                                                                          | ラブ・ハート                                                                                      |
| ボスキャラクター （Ver.1.04以降およびアーケード版では最初から使用可） | ボス：アントノフ（主催者） 最終ボス：バース                                                       | ボス：アントノフ（主催者） 最終ボス：バース                                                       | ボス：アントノフ（主催者） 最終ボス：バース                                                       |
| 家庭用DLCキャラクター （アーケード版では最初から使用可）              | ウィップ、山崎竜二、ヴァネッサ、ロック・ハワード オズワルド、ハイデルン、ナジュド、ブルー・マリー | ウィップ、山崎竜二、ヴァネッサ、ロック・ハワード オズワルド、ハイデルン、ナジュド、ブルー・マリー | ウィップ、山崎竜二、ヴァネッサ、ロック・ハワード オズワルド、ハイデルン、ナジュド、ブルー・マリー |

## 開発
本作の開発のきっかけとなったのは、2013年に当時のSNKプレイモアの会長が再びゲームで頂点を目指すと宣言したことであり、SNK時代から在籍しており且つ『KOF』シリーズ関係者と接点のあった人物の呼びかけにより、各所から集まった者たちによる開発チームが結成された。
同年内にはPlayStation®での開発の検証ならびに、企画立案が進められたものの、いったん保留となった。その後、2014年の春から開発が本格的に始まった。
プロデューサーの小田泰之は2016年のファミ通とのインタビューの中で、ネオジオ時代は開発時間が短いものの対戦部分を改良するだけで済んだ一方、本作は開発期間が長い分ゲームモードやネットワーク周りの構築、さらにはローカライズなどやることがたくさんあったと振り返っている。
後述の通り、本作は3DCGが導入されている一方、操作感が変わらないように細心の注意が払われた。
また、システム面においては、『KOF 98’』、『KOF 2002』、『THE KING OF FIGHTERS XIII』（以下：XIII）の良い点を取り入れるという方針がとられた一方、独自要素として「ふっとばし攻撃」と「直前ガード」が取り入れられ、初心者でも楽しめるようボタン連打で連続技を繰り出せる「ラッシュ」機能が導入された。
とはいえ、上級者が「ラッシュ」機能を悪用する可能性もあったため、位置づけが難しく、細心の注意を払って調整したと小田はファミ通とのインタビューの中で振り返っている。
本作はKOFシリーズ初の新規PS4タイトルではあるが、初期のころは常時60フレームを保つことが難しかったため、エフェクトやグラフィックを削るといった最適化が図られ、可変なしの秒間60フレームを実現できた。

### キャラクター
キャラクターデザインは、『XII』からイラストを担当しているおぐらえいすけが手掛けた。小田は『KOF』らしいシャープなキャラクターデザインを重視しているとファミ通とのインタビューの中で説明している。
キャラクターの選定に当たっては、旧キャラクター中心の案と新キャラクター中心の案を並べて検討しつつ、中国や南米などの日本国外での人気を加味したうえで行っている。
たとえば、サイコソルジャーチームは中国拳法の使い手で構成されているが、現地のKOFファンの認知度が低いため、これとは別に伝統的な中国拳法というイメージに寄らない中国チームが新規に作られた。また、ボクサーのネルソンもマイク・タイソンとは異なるタイプの人物として設定された。
小田はPSBlogとのインタビューの中で、既存キャラについては定番と思われるキャラクターを選出したと話している。
一方、山崎竜二やブルー・マリーら『餓狼伝説』シリーズのキャラクターは知名度があったものの、たくさん入れすぎるとKOFらしさがそがれてしまうという理由で初期キャラクターとしての登場は見送られた。また、同シリーズの主要人物であるギース・ハワードは最初から登場することが決まっており、いきなり実子のロック・ハワードを出すとややこしくなるため、ロックの登場も見送られた。なお、この3人はのちにDLCとして参戦した。
また『龍虎の拳』のキャラクターのうち、ジャック・ターナーとジョン・クローリーも候補に挙がっていたが、知名度の低さから見送られている。一方、時代設定が大きく離れた『サムライスピリッツ』シリーズからはもともと出すつもりはなかったものの、検証扱いでナコルルが参戦している。また、KOFシリーズの「他ジャンルのキャラクターが一堂に会したお祭り作品」というコンセプトを反映させるため、アリス、ムイムイ、ラブ・ハートらパチスロ作品のキャラクターも選出された。
DLCのキャラクターのうち、ナジュド（2018年4月12日配信）は、サウジアラビア皇太子ムハンマド・ビン・サルマーンが創設したミスク財団の傘下にあるマンガプロダクションズがSNSを通じて行ったデザインコンペをもとに開発された。
本作はこれまでのドットパターンによる2Dグラフィックスではなく、本編シリーズとしては初めて3Dポリゴングラフィックスが採用されている。
その理由について、小田は旧SNK退社後、3DCGによるゲームを中心に制作してきたことに加え、ハードの進化や将来を見据えたうえであるとファミ通とのインタビューの中で説明している。また小田は、ブラウン管の走査線を考慮する必要があったネオジオ時代とは異なり、フルHDのモニターでは打ったドットがそのまま出力されてしまい「味」が出にくいことも理由に挙げている。3DCGの導入により、2Dでは難しかった奇抜な衣装をまとったキャラクターも実現した。
新キャラクターの一人である明天君は、3D化によって実現できたキャラクターの一人である。また、彼は中国語を話すという設定であり、日本にいる中国人声優・劉セイラが声を当てた。筋肉質なキャラクターは3DCGによる表現は難しくなかったものの、チャン・コーハンの鎖といった小道具はしんどかったと小田はファミ通とのインタビューの中で振り返っている。また、表情のモーショングラフィックは手間がかかるという小田の判断から、仮面をかぶったキャラクターが3名投入された。なお、前作『XIII』のグラフィックデータは流用できなかったたため、一からデータを用意することとなった。
既存のキャラクターは一部を除き声優の大幅な刷新が施されており、選定に当たってはキャラクターのイメージに近い声優が選ばれた。
また、セリフの数が大幅に増えたため、基本的に兼役をさせないという方針が立てられた。
本作にはDLCを除いて50人ものキャラクターが登場する都合上、微小な仕様変更や調整を加える場合でも、1か所につき50人分の確認が必要となるため、バトル部分を担当したプログラマの安藤星士は間に合うのか不安だったことをファミ通とのインタビューの中で明かしている。全キャラクター共通の開発ツールが用意されていたとはいえ、本作には個性的なキャラクターが多いため、開発を進める中で個別対応を要するキャラクターが何人も出てくることもあった。特に、武器を持つキャラクターは通常のキャラクターとは仕組みを変える必要があり、たとえば、ネルソンは左手が義手となっているという設定であり、2P側で義手の位置が入れ替わることを防ぐため、義手のモデルが2つ用意された。
また、3D化にあたっては、2Dのように見た目のまま食らい判定を付与できなかった点に加え、キャラクターの座標の付け方や、チャン・コーハンとチョイ・ボンゲのように身長差が大きいキャラクターの存在も苦労の種であった。ダメージ演出も、技を食らう相手の背丈や武器の都合に合わせる必要があり、カメラの調整には細心の注意が払われた。

## 広報
小田によると、大手ゲーム会社でよく使われる、あらかじめ作っておいたゲームのごく一部をデモ版として展開する「バーティカルスライス」という手法は対戦型格闘ゲームにおいては開発に無駄な時間が生じるため、従来通りすべてを並行して開発を進めていく手法がとられた。
このため、初期の段階では開発初期のものが公開されており、PVが公開するにつれてグラフィックが変化していった。

## 関連作品
漫画
THE KING OF FIGHTERS XIV ORIGINAL COMIC（著者：華小二、『コミッククリア』連載）
「中国チーム」と「サイコソルジャーチーム」の対戦を軸にしている。未単行本化。
THE KING OF FIGHTERS 〜A NEW BEGINNING〜（著者：あずま京太郎、『マガジンポケット』並びに『月刊少年シリウス』連載）
「中国チーム」をメインにしつつ各チームの試合を総当たり戦のルールで描かれている。「異世界チーム」のみナコルル以外は未登場。単行本全6巻。
サウンドトラック
KOF XIV オリジナルサウンドトラック
2016年9月21日発売。

## 評価
IGNのDarry Huskyは、コンテンツの豊富さと深みのあるキャラクターを評価した一方、グラフィックやネットワーク対戦の面においては改善の余地があるとしている。
IGN Japanのクラベ・エスラは、もともとドットがよいと考えていたが、良い意味で本作の3DCGに驚かされたと述べ、「KOF魂」を感じたと評している。その一方で、クラベはリョウ・サカザキのグラフィックが過去作品とかけ離れていたと指摘している。クラベは総評として現代（2016年）の時点で時代遅れかもしれないが、少しレトロっぽいのがKOFらしいかもしれないとしている。